# Tín hiệu analog
Tín hiệu analog hay tín hiệu tương tự là bất kỳ tín hiệu liên tục nào có tính năng thay đổi thời gian (biến) của tín hiệu là đại diện cho một số lượng thay đổi thời gian khác, nghĩa là tương tự với tín hiệu thay đổi thời gian khác. Ví dụ, trong tín hiệu âm thanh analog, điện áp tức thời của tín hiệu thay đổi liên tục theo áp suất của sóng âm. Ngược lại, tín hiệu số, trong đó đại lượng liên tục là biểu diễn của một chuỗi các giá trị rời rạc, chỉ có thể đảm nhận một trong số các giá trị hữu hạn.
Thuật ngữ tín hiệu tương tự thường đề cập đến tín hiệu điện tử; tuy nhiên, cơ khí, khí nén, thủy lực, lời nói của con người và các hệ thống khác cũng có thể truyền tải hoặc được coi là tín hiệu tương tự.

## Thể hiện
Tín hiệu tương tự sử dụng một số tính chất của phương tiện để truyền tải thông tin của tín hiệu. Ví dụ, một phong vũ biểu không gian sử dụng vị trí quay làm tín hiệu để truyền thông tin áp suất. Trong tín hiệu điện, điện áp, dòng điện hoặc tần số của tín hiệu có thể thay đổi để thể hiện thông tin.
Bất kỳ thông tin có thể được truyền đạt bởi một tín hiệu tương tự; tín hiệu như vậy là phản ứng đo được đối với những thay đổi trong hiện tượng vật lý, chẳng hạn như âm thanh, ánh sáng, nhiệt độ, vị trí hoặc áp suất. Biến vật lý được chuyển đổi thành tín hiệu tương tự bằng bộ chuyển đổi. Ví dụ, âm thanh đập vào màng loa của microphone gây ra các dao động tương ứng trong dòng điện được tạo ra bởi một cuộn dây trong microphone điện từ hoặc điện áp được tạo ra bởi microphone. Điện áp hoặc dòng điện được gọi là biểu hiện "tương tự" của âm thanh.

## Nhiễu
Tín hiệu tương tự chịu nhiễu và nhiễu điện tử được giới thiệu bởi các kênh truyền thông và hoạt động xử lý tín hiệu, có thể làm giảm dần tỷ số tín hiệu trên nhiễu (signal-to-noise ratio, SNR). Ngược lại, tín hiệu số có độ phân giải hữu hạn. Chuyển đổi tín hiệu tương tự sang dạng kỹ thuật số đưa ra nhiễu lượng tử hóa mức thấp thành tín hiệu, nhưng một khi ở dạng kỹ thuật số, tín hiệu có thể được xử lý hoặc truyền đi mà không gây ra nhiễu hoặc méo bổ sung đáng kể. Trong các hệ thống tương tự, rất khó phát hiện khi sự xuống cấp như vậy xảy ra. Tuy nhiên, trong các hệ thống kỹ thuật số, sự xuống cấp tín hiệu không chỉ có thể được phát hiện mà còn có thể được sửa chữa.
Nhược điểm nghiêm trọng nhất của tín hiệu analog so với truyền kỹ thuật số là truyền tín hiệu analog luôn chứa nhiễu. Khi tín hiệu được sao chép, truyền hoặc xử lý, nhiễu không thể tránh khỏi được đưa vào trong đường dẫn tín hiệu sẽ tích lũy thành tổn thất thế hệ, làm giảm dần và không thể đảo ngược tỷ lệ nhiễu tín hiệu, cho đến khi trong trường hợp cực đoan, tín hiệu có thể bị quá tải. Nhiễu có thể xuất hiện dưới dạng "tiếng rít" và méo xuyên điều chế trong tín hiệu âm thanh hoặc "tuyết" trong tín hiệu video. Tổn thất thế hệ là không thể đảo ngược vì không có phương pháp đáng tin cậy để phân biệt nhiễu với tín hiệu, một phần vì khuếch đại tín hiệu để phục hồi các phần bị suy giảm của tín hiệu cũng khuếch đại nhiễu. Tín hiệu số có thể được truyền, lưu trữ và xử lý mà không gây nhiễu.
Sự tích tụ tiếng ồn trong hệ thống analog có thể được giảm thiểu bằng electromagnetic shielding, balanced line, low-noise amplifier và high-quality electrical component.